# Vremea zăpezilor
Vremea zăpezilor este un film românesc din 1966 regizat de Gheorghe Naghi. Rolurile principale au fost interpretate de actorii Ilarion Ciobanu, Ștefan Mihăilescu-Brăila și Toma Caragiu.

## Distribuție
Distribuția filmului este alcătuită din:
- Ilarion Ciobanu — Pavel Pavel, președintele cooperativei agricole din Câmpia Dunării
- Ștefan Mihăilescu-Brăila — Savu Morogan, tatăl Giei și socrul lui Pavel, țăran chiabur, responsabilul cherhanalei
- Toma Caragiu — Achim Băleanu, vicepreședintele cooperativei, un om apropiat clanului Morogan
- Sebastian Papaiani — Valeruș, fiul lui Morogan și fratele Giei
- Monica Ghiuță — Gia, fiica lui Morogan și soția lui Pavel
- Vasilica Tastaman — Atena, ibovnica lui Achim
- Mihai Mereuță — Che Andrei, țăran bețiv, care a luptat mai demult la Turtucaia, membru al consiliului cooperativei
- Gheorghe Gîmă — Sighinaș, fratele lui Morogan, paznicul de noapte al comunei
- Lelia Columb — Fira, fiica lui Minei, o țărancă tânără care-l iubește pe Pavel
- Gheorghe Naghi — Mitu Furnal zis Mitu Morogan, vărul lui Savu Morogan, responsabilul cramei
- Colea Răutu — Oprișan, șeful postului de miliție al comunei
- Matei Alexandru — Ilie Radu, brigadier agricol, membru al consiliului cooperativei (menționat Alex. Matei)
- Iulia Vraca — Panțaula, verișoara Atenei, fata lui Costică Pierdutu („bosul ăl mare de la Gurafoii”)
- Natalia Arsene — dada Veta, soția lui Morogan
- Alexandru Lungu — Bolborică, ruda lui Morogan, țăran bâlbâit, magazionerul cooperativei (menționat Alex. Lungu)
- Val Săndulescu — Căpălău, țăranul care-l anunță pe Pavel că Morogan a ascuns vite în Bălțile Dunării
- Tudorel Popa — Ionică, cârciumarul de la M.A.T.
- Constantin Rauțchi — țăranul care cântă la trompetă și care slujește ca dascăl bisericesc
- George Aurelian
- Eugenia Bosînceanu — mama Firei
- Haralambie Polizu — țăran bătrân cu chelie
- Mircea Medianu
- Viorica Faina-Borza
- Ion Anghel — țăranul care cântă la acordeon
- Cornel Gîrbea — țăran
- George Georgescu
- Marcela Dobrescu
- Draga Olteanu-Matei — brigadieră agricolă, membră a consiliului cooperativei (nemenționată)[2][3]
- Ernest Maftei — Gârbea, brigadier agricol, membru al consiliului cooperativei (nemenționat)

## Primire
Filmul a fost vizionat de 1.976.620 de spectatori în cinematografele din România, după cum atestă o situație a numărului de spectatori înregistrat de filmele românești de la data premierei și până la data de 31 decembrie 2014 alcătuită de Centrul Național al Cinematografiei.